# Olympische Sommerspiele 1920/Teilnehmer (Norwegen)
| Gelbes Symbol für Goldmedaillen mit stilisierten Olympischen Ringen | Graues Symbol für Silbermedaillen mit stilisierten Olympischen Ringen | Braundes Symbol für Bronzemedaillen mit stilisierten Olympischen Ringen |
| ------------------------------------------------------------------- | --------------------------------------------------------------------- | ----------------------------------------------------------------------- |
| 13                                                                  | 9                                                                     | 9                                                                       |

Norwegen nahm an den Olympischen Sommerspielen 1920 in Antwerpen mit einer Delegation von 194 Athleten (188 Männer, 6 Frauen) in 15 Disziplinen teil. Helge Løvland war dabei Flaggenträger.

## Teilnehmer nach Sportarten

### Boxen
| Athlet          | Disziplin         | Erste Runde          | Achtelfinale         | Viertelfinale      | Halbfinale          | Finale/Kampf um Platz 3 | Finale/Kampf um Platz 3 |
| Athlet          | Disziplin         | Gegner Ergebnis      | Gegner Ergebnis      | Gegner Ergebnis    | Gegner Ergebnis     | Gegner Ergebnis         | Platz                   |
| --------------- | ----------------- | -------------------- | -------------------- | ------------------ | ------------------- | ----------------------- | ----------------------- |
| Johan Clementz  | Halbschwergewicht | nicht ausgetragen    | Holdstock Verloren   | nicht erreicht     | nicht erreicht      | nicht erreicht          | 9.                      |
| Paul Erdal      | Federgewicht      | Freilos              | Adams Gewonnen       | Fritsch Verloren   | nicht erreicht      | nicht erreicht          | 5.                      |
| Sigurd Hoel     | Schwergewicht     | nicht ausgetragen    | Freilos              | Eluère Verloren    | nicht erreicht      | nicht erreicht          | 5.                      |
| Rolf Jacobsen   | Mittelgewicht     | nicht ausgetragen    | Lagonia Verloren     | nicht erreicht     | nicht erreicht      | nicht erreicht          | 9.                      |
| Peder Kjellberg | Fliegengewicht    | nicht ausgetragen    | Charpentier Verloren | nicht erreicht     | nicht erreicht      | nicht erreicht          | 9.                      |
| John Koss       | Bantamgewicht     | nicht ausgetragen    | Freilos              | McKenzie Verloren  | nicht erreicht      | nicht erreicht          | 5.                      |
| Einar Nilsen    | Fliegengewicht    | nicht ausgetragen    | Genaro Verloren      | nicht erreicht     | nicht erreicht      | nicht erreicht          | 9.                      |
| Hjalmar Nygaard | Bantamgewicht     | nicht ausgetragen    | Ricard Verloren      | nicht erreicht     | nicht erreicht      | nicht erreicht          | 9.                      |
| Arthur Olsen    | Federgewicht      | Freilos              | Gachet Verloren      | nicht erreicht     | nicht erreicht      | nicht erreicht          | 9.                      |
| Johan Sæterhaug | Leichtgewicht     | nicht ausgetragen    | Gilmour Gewonnen     | Newton Verloren    | nicht erreicht      | nicht erreicht          | 5.                      |
| Sverre Sørsdal  | Halbschwergewicht | nicht ausgetragen    | Darbou Gewonnen      | Schell Gewonnen    | Brown Gewonnen      | Eagan Verloren          | Silber                  |
| Aage Steen      | Weltergewicht     | Della Valle Gewonnen | Richards Gewonnen    | Schneider Verloren | nicht erreicht      | nicht erreicht          | 5.                      |
| Trygve Stokstad | Weltergewicht     | Freilos              | Ingram Gewonnen      | Clark Verloren     | nicht erreicht      | nicht erreicht          | 5.                      |
| Hjalmar Strømme | Mittelgewicht     | Freilos              | Dortet Gewonnen      | Olsen Gewonnen     | Prud’Homme Verloren | Herscovitch Verloren    | 4.                      |

### Eiskunstlauf
| Athlet                  | Disziplin      | Finale   | Finale |
| Athlet                  | Disziplin      | Ergebnis | Platz  |
| ----------------------- | -------------- | -------- | ------ |
| Ingrid Gulbrandsen      | Damen, Einzel  | 24,0     | 6.     |
| Margot Moe              | Damen, Einzel  | 22,5     | 5.     |
| Andreas Krogh           | Herren, Einzel | 18,0     | Silber |
| Martin Stixrud          | Herren, Einzel | 24,5     | Bronze |
| Alexia Bryn Yngvar Bryn | Paare          | 15,5     | Silber |

### Fußball
- 8. Platz
Rolf Aas
Arne Andersen
Gunnar Andersen
Otto Aulie
Einar Gundersen
Asbjørn Halvorsen
Johnny Helgesen
Per Holm
John Johnsen
Alf Lagesen
Ellef Mohn
Michael Paulsen
Rolf Semb-Thorstvedt
Per Skou
Sigurd Wathne
Einar Wilhelms
Adolph Wold

### Leichtathletik
| Athlet                                                      | Disziplin                | Vorlauf           | Vorlauf           | Viertelfinale     | Viertelfinale     | Halbfinale        | Halbfinale        | Finale          | Finale         |
| Athlet                                                      | Disziplin                | Ergebnis          | Platz             | Ergebnis          | Platz             | Ergebnis          | Platz             | Ergebnis        | Platz          |
| ----------------------------------------------------------- | ------------------------ | ----------------- | ----------------- | ----------------- | ----------------- | ----------------- | ----------------- | --------------- | -------------- |
| Erling Aastad                                               | Weitsprung               | 6,62 m            | 6.                | nicht ausgetragen | nicht ausgetragen | nicht ausgetragen | nicht ausgetragen | 6,885 m         | 5.             |
| Kaare Bache                                                 | Dreisprung               | 13,64 m           | 9.                | nicht ausgetragen | nicht ausgetragen | nicht ausgetragen | nicht ausgetragen | nicht erreicht  | nicht erreicht |
| Asle Bækkedal                                               | 100 m                    | k. A.             | 5.                | nicht erreicht    | nicht erreicht    | nicht erreicht    | nicht erreicht    | nicht erreicht  | nicht erreicht |
| Bjarne Guldager                                             | 100 m                    | k. A.             | 6.                | nicht erreicht    | nicht erreicht    | nicht erreicht    | nicht erreicht    | nicht erreicht  | nicht erreicht |
| Bjarne Guldager                                             | 200 m                    | k. A.             | 5.                | nicht erreicht    | nicht erreicht    | nicht erreicht    | nicht erreicht    | nicht erreicht  | nicht erreicht |
| Johan Johannesen                                            | Weitsprung               | 6,565 m           | 10.               | nicht ausgetragen | nicht ausgetragen | nicht ausgetragen | nicht ausgetragen | nicht erreicht  | nicht erreicht |
| Johan Johnsen                                               | 100 m                    | k. A.             | 4.                | nicht erreicht    | nicht erreicht    | nicht erreicht    | nicht erreicht    | nicht erreicht  | nicht erreicht |
| Erling Juul                                                 | Dreisprung               | 13,59 m           | 11.               | nicht ausgetragen | nicht ausgetragen | nicht ausgetragen | nicht ausgetragen | nicht erreicht  | nicht erreicht |
| Odolf Larsen                                                | 800 m                    | nicht ausgetragen | nicht ausgetragen | k. A.             | 9.                | nicht erreicht    | nicht erreicht    | nicht erreicht  | nicht erreicht |
| Helge Løvland                                               | Fünfkampf                | nicht ausgetragen | nicht ausgetragen | nicht ausgetragen | nicht ausgetragen | nicht ausgetragen | nicht ausgetragen | 27              | 5.             |
| Helge Løvland                                               | Zehnkampf                | nicht ausgetragen | nicht ausgetragen | nicht ausgetragen | nicht ausgetragen | nicht ausgetragen | nicht ausgetragen | 6803,355 Punkte | Gold           |
| Einar Mangset                                               | 400 m                    | 51,3 s            | 4.                | nicht erreicht    | nicht erreicht    | nicht erreicht    | nicht erreicht    | nicht erreicht  | nicht erreicht |
| Einar Ræder                                                 | Weitsprung               | 6,585 m           | 8.                | nicht ausgetragen | nicht ausgetragen | nicht ausgetragen | nicht ausgetragen | nicht erreicht  | nicht erreicht |
| Einar Ræder                                                 | Zehnkampf                | nicht ausgetragen | nicht ausgetragen | nicht ausgetragen | nicht ausgetragen | nicht ausgetragen | nicht ausgetragen | DNF             | DNF            |
| Eivind Rasmussen                                            | 1500 m                   | nicht ausgetragen | nicht ausgetragen | nicht ausgetragen | nicht ausgetragen | 4:08,2 min        | 5.                | nicht erreicht  | nicht erreicht |
| Ole Reistad                                                 | Fünfkampf                | nicht ausgetragen | nicht ausgetragen | nicht ausgetragen | nicht ausgetragen | nicht ausgetragen | nicht ausgetragen | DNF             | DNF            |
| Rolf Stenersen                                              | 100 m                    | k. A.             | 3.                | nicht erreicht    | nicht erreicht    | nicht erreicht    | nicht erreicht    | nicht erreicht  | nicht erreicht |
| Rolf Stenersen                                              | 200 m                    | 23,7 s            | 4.                | nicht erreicht    | nicht erreicht    | nicht erreicht    | nicht erreicht    | nicht erreicht  | nicht erreicht |
| Even Vengshoel                                              | Crosslauf, Einzelwertung | nicht ausgetragen | nicht ausgetragen | nicht ausgetragen | nicht ausgetragen | nicht ausgetragen | nicht ausgetragen | DNF             | DNF            |
| Erling Vinne                                                | Dreisprung               | 13,34 m           | 13.               | nicht ausgetragen | nicht ausgetragen | nicht ausgetragen | nicht ausgetragen | nicht erreicht  | nicht erreicht |
| Erling Aastad Asle Bækkedahl Bjarne Guldager Rolf Stenerson | 4 × 100 m Staffel        | nicht ausgetragen | nicht ausgetragen | nicht ausgetragen | nicht ausgetragen | DSQ               | DSQ               | nicht erreicht  | nicht erreicht |

### Moderner Fünfkampf
| Athlet         | Finale | Finale  | Finale   | Finale    | Finale | Finale | Finale |
| Athlet         | Reiten | Fechten | Schießen | Schwimmen | Lauf   | Gesamt | Platz  |
| -------------- | ------ | ------- | -------- | --------- | ------ | ------ | ------ |
| Olliver Smith  | 8      | 9       | 17       | 22        | 6      | 65     | 14.    |
| Arne Tellefsen | 2      | 10      | 20       | 19        | 13     | 62     | 13.    |

### Radsport
| Athlet                                                      | Disziplin                  | Finale       | Finale |
| Athlet                                                      | Disziplin                  | Ergebnis     | Platz  |
| ----------------------------------------------------------- | -------------------------- | ------------ | ------ |
| Helge Flatby                                                | Einzelzeitfahren (175 km)  | 5:12:50,2 h  | 28.    |
| Paul Henrichsen                                             | Einzelzeitfahren (175 km)  | 5:13:23,2 h  | 29.    |
| Olaf Nygaard                                                | Einzelzeitfahren (175 km)  | 5:24:56,6 h  | 35.    |
| Thorstein Stryken                                           | Einzelzeitfahren (175 km)  | 5:44:01,8 h  | 41.    |
| Helge Flatby Paul Henrichsen Olaf Nygaard Thorstein Stryken | Mannschaftsfahren (175 km) | 21:35:11,8 h | 8.     |

### Reiten
| Athlet                                     | Pferd              | Disziplin                  | Finale   | Finale |
| Athlet                                     | Pferd              | Disziplin                  | Ergebnis | Platz  |
| ------------------------------------------ | ------------------ | -------------------------- | -------- | ------ |
| Jens Falkenberg                            | Hjördis            | Dressur, Einzel            | 22,375   | 8.     |
| Paul Michelet                              | Raven              | Springreiten, Einzel       | 5,00     | 4.     |
| Eugen Johansen                             | Nökken             | Springreiten, Einzel       | 9,00     | 13.    |
| Knut Gysler                                | Emden              | Vielseitigkeit, Einzel     | 1537,50  | 9.     |
| Eugen Johansen                             | Nökken             | Vielseitigkeit, Einzel     | 1428,75  | 11.    |
| Bjørn Bjørnseth                            | Lydia              | Vielseitigkeit, Einzel     | DNF      | DNF    |
| Knut Gysler Eugen Johansen Bjørn Bjørnseth | Emden Nökken Lydia | Vielseitigkeit, Mannschaft | DNF      | DNF    |

### Ringen
Freistil
| Athlet           | Disziplin     | Erste Runde | Achtelfinale      | Viertelfinale    | Halbfinale     | Finale/Kampf um Bronze | Platz |
| ---------------- | ------------- | ----------- | ----------------- | ---------------- | -------------- | ---------------------- | ----- |
| Gudmund Grimstad | Mittelgewicht | Freilos     | Lindgren Gewonnen | Johnson Verloren | nicht erreicht | nicht erreicht         | 5.    |

Griechisch-römischer Stil
| Athlet             | Disziplin     | Erste Runde | Achtelfinale      | Viertelfinale           | Halbfinale           | Finale            | Platz  |
| Athlet             | Disziplin     | Erste Runde | Achtelfinale      | Viertelfinale um Silber | Halbfinale um Silber | Finale im Silber  | Platz  |
| Athlet             | Disziplin     | Erste Runde | Achtelfinale      | Viertelfinale um Bronze | Halbfinale um Bronze | Finale um Bronze  | Platz  |
| ------------------ | ------------- | ----------- | ----------------- | ----------------------- | -------------------- | ----------------- | ------ |
| Frithjof Andersen  | Leichtgewicht | Freilos     | Lindberg Gewonnen | Coerse Gewonnen         | Tamminen Verloren    | nicht erreicht    | Bronze |
| Frithjof Andersen  | Leichtgewicht | Freilos     | Lindberg Gewonnen | nicht erreicht          |                      |                   | Bronze |
| Frithjof Andersen  | Leichtgewicht | Freilos     | Lindberg Gewonnen | Frisenfeldt Gewonnen    | Kopřiva Gewonnen     | Janssens Gewonnen | Bronze |
| Richard Frydenlund | Leichtgewicht | Freilos     | Nilsson Gewonnen  | Tamminen Verloren       | nicht erreicht       | nicht erreicht    | 5      |
| Richard Frydenlund | Leichtgewicht | Freilos     | Nilsson Gewonnen  | nicht erreicht          |                      |                   | 5      |
| Richard Frydenlund | Leichtgewicht | Freilos     | Nilsson Gewonnen  | Bye                     | Janssens Verloren    | nicht erreicht    | 5      |
| Sjur Johnsen       | Mittelgewicht | Freilos     | Lindfors Verloren | nicht erreicht          | nicht erreicht       | nicht erreicht    | 4      |
| Sjur Johnsen       | Mittelgewicht | Freilos     | Lindfors Verloren | nicht erreicht          |                      |                   | 4      |
| Sjur Johnsen       | Mittelgewicht | Freilos     | Lindfors Verloren | Szymanski Gewonnen      | Christensen Gewonnen | Perttilä Verloren | 4      |
| Wilhelm Olsen      | Federgewicht  | Freilos     | Pütsep Verloren   | nicht erreicht          | nicht erreicht       | nicht erreicht    | 11     |
| Wilhelm Olsen      | Federgewicht  | Freilos     | Pütsep Verloren   | nicht ausgetragen       | nicht erreicht       | nicht erreicht    | 11     |
| Wilhelm Olsen      | Federgewicht  | Freilos     | Pütsep Verloren   | nicht erreicht          |                      |                   | 11     |
| Einar Stensrud     | Mittelgewicht | Freilos     | Notaris Gewonnen  | Szymanski Verloren      | nicht erreicht       | nicht erreicht    | 11     |
| Einar Stensrud     | Mittelgewicht | Freilos     | Notaris Gewonnen  | nicht erreicht          |                      |                   | 11     |
| Einar Stensrud     | Mittelgewicht | Freilos     | Notaris Gewonnen  | nicht erreicht          |                      |                   | 11     |
| Harald Vassboten   | Schwergewicht | Freilos     | Calza Gewonnen    | Ahlgren Verloren        | nicht erreicht       | nicht erreicht    | 10     |
| Harald Vassboten   | Schwergewicht | Freilos     | Calza Gewonnen    | nicht erreicht          |                      |                   | 10     |
| Harald Vassboten   | Schwergewicht | Freilos     | Calza Gewonnen    | nicht erreicht          |                      |                   | 10     |

### Rudern
| Athlet | Disziplin             | Viertelfinale     | Viertelfinale     | Halbfinale | Halbfinale | Finale         | Finale |
| Athlet | Disziplin             | Ergebnis          | Platz             | Ergebnis   | Platz      | Ergebnis       | Platz  |
| --- | --------------------- | ----------------- | ----------------- | ---------- | ---------- | -------------- | ------ |
| Per Gulbrandsen Theodor Klem Henry Larsen Birger Var Thoralf Hagen (Steuermann)                                                           | Vierer mit Steuermann | nicht ausgetragen | nicht ausgetragen | 7:14,0 min | 1.         | 7:02,0 min     | Bronze |
| Håkon Ellingsen Thore Michelsen Arne Mortensen Karl Nag Theodor Nag Adolf Nilsen Conrad Olsen Tollef Tollefsen Thoralf Hagen (Steuermann) | Achter                | 6:32,2 min        | 1.                | 6:36,0 min | 2.         | nicht erreicht | Bronze |

### Schießen
| Athlet                                                                                        | Disziplin                                      | Finale   | Finale |
| Athlet                                                                                        | Disziplin                                      | Ergebnis | Platz  |
| --------------------------------------------------------------------------------------------- | ---------------------------------------------- | -------- | ------ |
| Anton Dahl                                                                                    | Armeegewehr stehend 300 m Mannschaft           | 52       | k. A.  |
| Albert Helgerud                                                                               | Kleinkaliber Einzel 50 m                       | 375      | k. A.  |
| Albert Helgerud                                                                               | Freies Gewehr Dreistellungskampf 300 m         | 955      | k. A.  |
| Albert Helgerud                                                                               | Armeegewehr liegend 300 m                      | 58       | 6      |
| Sigvart Johansen                                                                              | Kleinkaliber Einzel 50 m                       | 373      | k. A.  |
| Einar Liberg                                                                                  | Scheibenpistole 50 m                           | 442      | k. A.  |
| Einar Liberg                                                                                  | Laufender Hirsch Doppelschuß                   | 71       | Bronze |
| Ole Lilloe-Olsen                                                                              | Laufender Hirsch Doppelschuß                   | 82       | Gold   |
| Harald Natvig                                                                                 | Laufender Hirsch Einzelschuß                   | 41       | Bronze |
| Nordal Lunde                                                                                  | Tontaubenschießen                              | 85       | 7      |
| Anton Olsen                                                                                   | Kleinkaliber Einzel 50 m                       | 379      | k. A.  |
| Otto Olsen                                                                                    | Freies Gewehr Dreistellungskampf 300 m         | 908      | k. A.  |
| Otto Olsen                                                                                    | Armeegewehr liegend 300 m                      | 60       | Gold   |
| Otto Olsen                                                                                    | Laufender Hirsch Einzelschuß                   | 43       | Gold   |
| Østen Østensen                                                                                | Kleinkaliber Einzel 50 m                       | 368      | k. A.  |
| Østen Østensen                                                                                | Freies Gewehr Dreistellungskampf 300 m         | 980      | Bronze |
| Gudbrand Skatteboe                                                                            | Freies Gewehr Dreistellungskampf 300 m         | 975      | 5      |
| Olaf Sletten                                                                                  | Kleinkaliber Einzel 50 m                       | 371      | k. A.  |
| Olaf Sletten                                                                                  | Freies Gewehr Dreistellungskampf 300 m         | 930      | k. A.  |
| Olaf Sletten                                                                                  | Armeegewehr liegend 300 m                      | 58       | 6      |
| Olaf Sletten                                                                                  | Armeegewehr liegend 600 m                      | 58       | 5      |
| Oluf Wesmann-Kjær                                                                             | Freie Pistole 50 m                             | 434      | k. A.  |
| Albert Helgerud Sigvart Johansen Anton Olsen Østen Østensen Olaf Sletten                      | Kleinkaliber Einzel 50 m                       | 1866     | Bronze |
| Albert Helgerud Otto Olsen Østen Østensen Gudbrand Skatteboe Olaf Sletten                     | Freies Gewehr Mannschaft                       | 4748     | Silber |
| Albert Helgerud Otto Olsen Østen Østensen Gudbrand Skatteboe Olaf Sletten                     | Armeegewehr stehend 300 m Mannschaft           | 242      | 6      |
| Albert Helgerud Otto Olsen Jacob Onsrud Østen Østensen Olaf Sletten                           | Armeegewehr liegend 300 m Mannschaft           | 280      | 6      |
| Albert Helgerud Otto Olsen Jacob Onsrud Østen Østensen Olaf Sletten                           | Armeegewehr liegend 600 m Mannschaft           | 282      | 4      |
| Albert Helgerud Otto Olsen Jacob Onsrud Østen Østensen Olaf Sletten                           | Armeegewehr liegend 300 m und 600 m Mannschaft | 565      | Silber |
| Thorstein Johansen Einar Liberg Ole Lilloe-Olsen Harald Natvig Hans Nordvik                   | Laufender Hirsch Doppelschuß Mannschaft        | 343      | Gold   |
| Einar Liberg Ole Lilloe-Olsen Harald Natvig Hans Nordvik Otto Olsen                           | Laufender Hirsch Einzelschuß Mannschaft        | 178      | Gold   |
| Thorstein Johansen Ole Lilloe-Olsen Harald Natvig Nordal Lunde Hans Nordvik Oluf Wesmann-Kjær | Tontaubenschießen Mannschaft                   | 210      | 7      |

### Schwimmen
| Athlet       | Disziplin      | Viertelfinale     | Viertelfinale     | Halbfinale     | Halbfinale     | Finale         | Finale         |
| Athlet       | Disziplin      | Ergebnis          | Platz             | Ergebnis       | Platz          | Ergebnis       | Platz          |
| ------------ | -------------- | ----------------- | ----------------- | -------------- | -------------- | -------------- | -------------- |
| Männer       |                |                   |                   |                |                |                |                |
| Alfred Steen | 100 m Freistil | k. A.             | 5.                | nicht erreicht | nicht erreicht | nicht erreicht | nicht erreicht |
| Alfred Steen | 400 m Freistil | 6:30,6 min        | 4.                | nicht erreicht | nicht erreicht | nicht erreicht | nicht erreicht |
| Asbjørn Wang | 100 m Rücken   | nicht ausgetragen | nicht ausgetragen | 1:28,2 min     | 4.             | nicht erreicht | nicht erreicht |

### Segeln
| Athlet | Disziplin                | Erstes Rennen | Erstes Rennen | Zweites Rennen | Zweites Rennen | Drittes Rennen | Drittes Rennen | Total  | Total  |
| Athlet | Disziplin                | Ergebnis      | Platz         | Ergebnis       | Platz          | Ergebnis       | Platz          | Punkte | Platz  |
| --- | ------------------------ | ------------- | ------------- | -------------- | -------------- | -------------- | -------------- | ------ | ------ |
| Henrik Agersborg Einar Berntsen Trygve Pedersen                                                                                                 | 6-Meter-Klasse Typ 1907  | k. A.         | k. A.         | k. A.          | k. A.          | k. A.          | k. A.          | k. A.  | Bronze |
| Leif Erichsen Andreas Knudsen Einar Torgersen                                                                                                   | 6-Meter-Klasse Typ 1907  | k. A.         | k. A.         | k. A.          | k. A.          | k. A.          | k. A.          | k. A.  | Silber |
| Andreas Brecke Paal Kaasen Ingolf Rød | 6-Meter-Klasse Typ 1919  | k. A.         | k. A.         | k. A.          | k. A.          | k. A.          | k. A.          | k. A.  | Gold   |
| Sten Abel Christian Dick Johan Faye Niels Nielsen                                                                                               | 7-Meter-Klasse           | k. A.         | k. A.         | k. A.          | k. A.          | k. A.          | k. A.          | k. A.  | Silber |
| Thorleif Holbye Alf Jacobsen Kristoffer Olsen Carl Ringvold Tellef Wagle                                                                        | 8-Meter-Klasse Typ 1907  | k. A.         | k. A.         | k. A.          | k. A.          | k. A.          | k. A.          | k. A.  | Gold   |
| Thorleif Kristoffersen Magnus Konow Reidar Martiniuson Ragnar Vik                                                                               | 8-Meter-Klasse Typ 1919  | k. A.         | k. A.         | k. A.          | k. A.          | k. A.          | k. A.          | k. A.  | Gold   |
| Jens Salvesen Finn Schiander Lauritz Schmidt Nils Thomas Ralph Tschudi                                                                          | 8-Meter-Klasse Typ 1919  | k. A.         | k. A.         | k. A.          | k. A.          | k. A.          | k. A.          | k. A.  | Silber |
| Erik Herseth Sigurd Holter Gunnar Jamvold Peter Jamvold Claus Juell Ingar Nielsen Ole Sørensen                                                  | 10-Meter-Klasse Typ 1907 | k. A.         | k. A.         | k. A.          | k. A.          | k. A.          | k. A.          | k. A.  | Gold   |
| Charles Arentz Otto Falkenberg Robert Giertsen Willy Gilbert Halfdan Schjøtt Trygve Schjøtt Arne Sejersted                                      | 10-Meter-Klasse Typ 1919 | k. A.         | k. A.         | k. A.          | k. A.          | k. A.          | k. A.          | k. A.  | Gold   |
| Halvor Birkeland Rasmus Birkeland Lauritz Christiansen Halvor Møgster Hans Næss Henrik Østervold Jan Østervold Kristian Østervold Ole Østervold | 12-Meter-Klasse Typ 1907 | k. A.         | k. A.         | k. A.          | k. A.          | k. A.          | k. A.          | k. A.  | Gold   |
| Arthur Allers Martin Borthen Johan Friele Kaspar Hassel Erik Ørvig Olaf Ørvig Thor Ørvig Egill Reimers Christen Wiese                           | 12-Meter-Klasse Typ 1919 | k. A.         | k. A.         | k. A.          | k. A.          | k. A.          | k. A.          | k. A.  | Gold   |

### Tennis
| Athlet                       | Disziplin       | Erste Runde       | Erste Runde              | Zweite Runde   | Zweite Runde        | Achtelfinale     | Achtelfinale             | Viertelfinale   | Viertelfinale       | Halbfinale     | Halbfinale     | Finale         | Finale         | Platz |
| Athlet                       | Disziplin       | Gegner            | Ergebnis                 | Gegner         | Ergebnis            | Gegner           | Ergebnis                 | Gegner          | Ergebnis            | Gegner         | Ergebnis       | Gegner         | Ergebnis       | Platz |
| ---------------------------- | --------------- | ----------------- | ------------------------ | -------------- | ------------------- | ---------------- | ------------------------ | --------------- | ------------------- | -------------- | -------------- | -------------- | -------------- | ----- |
| Caro Dahl                    | Einzel (Frauen) | nicht ausgetragen | nicht ausgetragen        | Freilos        | Freilos             | Fick             | 0:2 (5:7, 2:6)           | nicht erreicht  | nicht erreicht      | nicht erreicht | nicht erreicht | nicht erreicht | nicht erreicht | 9.    |
| Conrad Langaard              | Einzel (Männer) | de Laveleye       | 1:3 (2:6, 6:2, 3:6, 3:6) | nicht erreicht | nicht erreicht      | nicht erreicht   | nicht erreicht           | nicht erreicht  | nicht erreicht      | nicht erreicht | nicht erreicht | nicht erreicht | nicht erreicht | 33.   |
| Jack Nielsen                 | Einzel (Männer) | Freilos           | Freilos                  | Colombo        | 0:3 (2:6, 3:6, 1:6) | nicht erreicht   | nicht erreicht           | nicht erreicht  | nicht erreicht      | nicht erreicht | nicht erreicht | nicht erreicht | nicht erreicht | 17.   |
| Conrad Langaard Jack Nielsen | Doppel (Männer) | nicht ausgetragen | nicht ausgetragen        | Freilos        | Freilos             | Andersson Müller | 3:1 (6:1, 6:8, 6:1, 6:4) | Blanchy Brugnon | 0:3 (1:6, 1:6, 3:6) | nicht erreicht | nicht erreicht | nicht erreicht | nicht erreicht | 5.    |

### Wasserspringen
| Athlet           | Disziplin                 | Vorrunde | Vorrunde | Vorrunde | Finale         | Finale         | Finale         |
| Athlet           | Disziplin                 | Punkte   | Ergebnis | Platz    | Punkte         | Ergebnis       | Platz          |
| ---------------- | ------------------------- | -------- | -------- | -------- | -------------- | -------------- | -------------- |
| Männer           |                           |          |          |          |                |                |                |
| Sigvard Andersen | Turmspringen 5 m und 10 m | 40       | 264,70   | 8.       | nicht erreicht | nicht erreicht | nicht erreicht |
| Sigvard Andersen | Turmspringen 3 m und 10 m | 21       | 139,0    | 5.       | nicht erreicht | nicht erreicht | nicht erreicht |
| Bernard Dahl     | Turmspringen 3 m und 10 m | 28       | 136,5    | 6.       | nicht erreicht | nicht erreicht | nicht erreicht |
| Frauen           |                           |          |          |          |                |                |                |
| Brynhild Berge   | Turmspringen 4 m und 8 m  | 29       | 140,5    | 6.       | nicht erreicht | nicht erreicht | nicht erreicht |
| Ragnhild Larsen  | Turmspringen 4 m und 8 m  | 16       | 152,0    | 4.       | nicht erreicht | nicht erreicht | nicht erreicht |

### Turnen
| Athlet | Disziplin                 | Finale   | Finale |
| Athlet | Disziplin                 | Ergebnis | Platz  |
| --- | ------------------------- | -------- | ------ |
| Peter Hol | Einzelmehrkampf           | 80,75    | 14.    |
| Alf Aanning Karl Aas Jørgen Andersen Gustav Bayer Jørgen Bjørnstad Asbjørn Bodahl Trygve Bøyesen Eilert Bøhm Ingolf Davidsen Håkon Endreson Jakob Erstad Harald Færstad Herman Helgesen Peter Hol Johan Anker Johansen Otto Johannessen Trygve Kristoffersen Henrik Nielsen Jacob Opdahl Arthur Rydstrøm Bjørn Skjærpe Wilhelm Steffensen Olav Sundal Frithjof Sælen Reidar Tønsberg Lauritz Wigand-Larsen | Freies System, Mannschaft | 48,55    | Silber |